# يوي كويكي
يوي كويكي (باليابانية: 小池唯) هي ممثلة يابانية، ولدت في 4 أبريل 1991 بسايتاما في اليابان.
- Yui 14 Sai Himitsu (Bunkasha, 2006)
- Yui 14 Sai Monshirochou (Bunkasha, 2006)
- flapper★ (Wani Books, 2009)
- Pink (Kodansha, 2011)

## وصلات خارجية
- يوي كويكي على موقع IMDb (الإنجليزية)
- يوي كويكي على موقع ميوزك برينز (الإنجليزية)
- يوي كويكي على موقع ميوزك برينز (الإنجليزية)
- يوي كويكي على موقع قاعدة بيانات الفيلم (الإنجليزية)